# جاست سورفايف
جاست سورفايف أو إتش1زد1 (بالإنجليزية: Just Survive)‏، هي لعبة فيديو صدرت بتاريخ 15 يناير سنة 2015م، وتعمل لنظام ويندوز. اللعبة من تطوير سوني أونلاين إنترتينمنت ومن نشر سوني أونلاين إنترتينمنت.

## وصلات خارجية
- الموقع الرسمي